# Aleksander Rusin
Aleksander Rusin ps. „Rusal” i „Olek” (ur. 18 stycznia 1914 w Dobryninie, zm. 17 czerwca 2008) – pułkownik Wojska Polskiego, żołnierz i wywiadowca Armii Krajowej. Dowódca oddziału dywersyjnego, który m.in. zbierał informacje o rakietach V1 i V2 na poligonie w Bliźnie. Żołnierz zbrojnego antykomunistycznego podziemia niepodległościowego.

## Życiorys
Po ukończeniu szkoły powszechnej w 1935 został powołany do służby w 6 Pułku Pancernym we Lwowie. Po przejściu szkolenia został przeniesiony do 24 Pułku Artylerii Lekkiej w Jarosławiu, gdzie pełnił służbę nadterminową w stopniu plutonowego. Brał udział w kampanii wrześniowej w okolicach Tarnowskiej Góry, Tarnowa, Przemyśla i Halicza.
Wiosną 1940 dołączył do Związku Walki Zbrojnej. W ramach konspiracyjnej działalności dla związku prowadził w domu drukarnię i wydawał gazetę „Odwet”.
Aleksander Rusin wraz ze swoją drużyną otrzymał rozkaz zbierania informacji o poligonie w Bliźnie. Wraz z towarzyszem broni, dzięki znajomości języka niemieckiego, przedostawali się na teren poligonu i robili zdjęcia. Towarzysze „Rusala” zostali złapani przez Niemców podczas rozkręcania rakiety V2. Wszystkie informacje udało się przekazać do konspiracyjnego laboratorium w Warszawie. Za przeprowadzoną akcję otrzymał list z podziękowaniem od premiera Wielkiej Brytanii Winstona Churchilla.
Po wojnie ścigany był przez Urząd Bezpieczeństwa. W maju 1945 roku funkcjonariusze UB zdemolowali i podpalili dom rodzinny w Dobryninie oraz pobili Marię „Muchę” Rusin – żonę Aleksandra Rusina. 
Był czynnym członkiem Światowego Związku Żołnierzy Armii Krajowej i Stowarzyszenia Klub Kawalerów Orderu Wojennego Virtuti Militari.
Zmarł 17 czerwca 2008 roku i został pochowany na cmentarzu parafialnym w Dobryninie.
Pseudonimem Aleksandra Rusina zostało nazwane Stowarzyszenie Rekonstrukcji Historycznej "Rusal" w Mielcu. Jego sylwetkę umieszczono też na pomniku Żołnierzy Wyklętych Niezłomnych w Mielcu.

## Ordery i odznaczenia
- Krzyż Srebrny Orderu Wojennego Virtuti Militari – 11 grudnia 1965[potrzebny przypis][5][6]
- Krzyż Komandorski Orderu Odrodzenia Polski – 9 listopada 2007
- Krzyż Partyzancki – 27 listopada 1991[7]
- Krzyż Armii Krajowej – 20 marca 1978[7]
- Krzyż Kampanii Wrześniowej – 15 sierpnia 1985[1]
- Medal Wojska[7]
- Medal Zwycięstwa i Wolności 1945 – 20 czerwca 1961[7][1]
- Krzyż Obrony Lwowa – 22 listopada 1981
- Honorowa Odznaka żołnierzy z oddziału partyzanckiego Armii Krajowej i zgrupowania „Wolność i Niezawisłość” – 6 marca 1994[1]
- Krzyż Zrzeszenia „Wolność i Niezawisłość” za działalność niepodległościową w latach 1945-1954 – 25 maja 1994[1]
- Odznaka „Weteran Walk o Wolność i Niepodległość Ojczyzny” – 9 stycznia 1995[1]